# Condictio triticaria
Die condictio triticaria (lat.: triticum = Weizen) beschrieb im römischen Formularprozess die Klage des Darlehensgebers gegen den Darlehensnehmer. Der Kläger verfolgte mit dieser condictio die Rückforderung eines gewährten Darlehens (mutuum). 
Der Formelabschnitt, der die verfolgte Forderung (intentio) wiedergab, lautete nicht auf Geld, sondern auf (der Klage den Namen gebenden) Weizen. Im von der Formel vorgesehenen Urteilsspruch (condemnatio) musste der Richter iudex den Geldwert des nicht auf Geld lautenden Anspruchs schätzen, um verurteilen zu können. Dabei galt, dass sich die Rückforderung auf ein certum richtete, das Maß der Zuwendung hatte also dem Maß der Rückforderung zu entsprechen.
Später wurde dies für alle Klagen verallgemeinert, denn der Anwendungsbereich erstreckte sich auf bewegliche Sachen, die in gleicher Menge und gleicher Qualität zurückzugewähren waren. Im iustinianischen Recht der Spätantike wurden von der Klage gar Geschäfte zur Eigentumsübertragung von Grundstücken sowie an ihnen bestellte Grunddienstbarkeiten erfasst.